# 브룩셔 그로서리 아레나
브룩셔 그로서리 아레나(Brookshire Grocery Arena)는 미국 루이지애나주 보저시티에 위치한 실내 경기장이다. 과거 CHL 보시에-슈리브포트 머드버그스의 홈경기장으로 사용했다.